# Tweed Water Spaniel
Le Tweed Water Spaniel, ou Tweed Spaniel, est une race de chien éteinte depuis le XIXe siècle. Il est surtout connu pour son implication dans le développement précoce des races modernes de chiens Curly Coated Retriever et Golden Retriever. Ils ont été décrits comme des chiens de sport généralement bruns de la région de Berwick-upon-Tweed près de la rivière Tweed et des Scottish Borders.
C'est un chien d'eau. la race n'était pas bien connue en dehors de la région. Cette race a peut-être été créée en croisant des chiens d’eau locaux avec des chiens d’eau importés de St. John, une autre race également éteinte.
L'épagneul d'eau Tweed water spaniel avait une longue queue et un pelage bouclé de couleur foie, et ressemblait à l'épagneul d'eau irlandais sauf qu'il avait un museau plus épais et un crâne pointu. Le chien avait aussi des oreilles épaisses, légèrement plumeuses, en forme de chien, des lèvres tombantes et des pattes antérieures frangées, mais des pattes postérieures qui ne l'étaient pas. Leur taille était celle d'un petit retriever, avec un pelage frisé couleur foie. Les travaux publiés par Hugh Dalziel en 1897 («Variétés, histoire, caractéristiques, élevage, gestion et exposition», Hugh Dogs 1897) signalent des cas de progéniture de couleur hépatique mais de couleur beige sous les genoux, bien que l'auteur ait supposé que cela était dû à l'ascendance Bloodhound d'un des parents des portées.
La race était connue pour son intelligence, son courage et sa capacité sportive.

### Source
- (en) Cet article est partiellement ou en totalité issu de l’article de Wikipédia en anglais intitulé « Tweed Water Spaniel » (voir la liste des auteurs).